# Külsővat
Külsővat község Veszprém vármegyében, a Pápai járásban.

## Fekvése
Külsővat a Kisalföld messze délre nyúló középtáján, a Marcal-medence nyugati szélének középső részén helyezkedik el. A medencén belül két kistáj (mikrorégió) találkozásánál fekszik, kisebb részben a Marcal-völgyében, nagyobbrészt pedig a Pápa–Devecseri-sík peremén; maga Külsővat is itt, a Marcal jobb parti magaslatán települ. A Marcal-medence egy sajátos átmeneti tájegység a kiemelkedő Bakony és a lesüllyedő Győri-medence között, e kettősség teszi változatossá Külsővat vidékét is.
A szomszédos települések: északkelet felől Szergény, kelet felől Marcalgergelyi, délkelet felől Nemesszalók, dél felől Adorjánháza, délnyugat felől Celldömölk, nyugat felől Mersevát, északnyugat felől pedig Kemenesmagasi. A legközelebbi város Celldömölk, melynek központjától alig 8 kilométer választja el; Pápától mintegy 20 kilométerre fekszik.

### Megközelítése
A település a Pápát Celldömölkkel összekötő 834-es főút mentén fekszik, az a legfontosabb közúti elérési útvonala. Lakott területét, illetve Bánhalmapuszta településrészét viszont csak a 8413-as út érinti, azon érhető el déli szomszédai felől is.
A hazai vasútvonalak közül a települést a MÁV 10-es számú Győr–Celldömölk-vasútvonala érinti, amelynek egyetlen megállási pontja van itt; Külsővat vasútállomás a központtól jó 2 kilométerre délre helyezkedik el, a 8413-as út vasúti keresztezésének nyugati oldalán.
Vonattal elérhető a Győr–Pápa–Celldömölk-vasútvonalon.

## Története
A középkorban a Vot személynévből eredeztethető Wot, Vod névalakot használták a mai Vatra, Külsővatra. Más vélemény szerint a 9. századi székely-fehér hun(kony) uralkodó  Vat nevéből származik.  Első okleveles említése 1438-ból egy vatikáni forrásból ismeretes, amely a Vas vármegyei Vát Wathi családjának birtokmegosztásával kapcsolatos. A következő generáció egyik tagja, Vathi (Wathi) Mihály Hunyadi János kormányzó kancellárja. 1488-ban az egyedüli birtokos Johannes de Wath, akinek halálával (1495) a családnak magva szakadt. Birtokai egy részét - így a mai Külsővat késő középkori előzményét is - 1516-ban és 1523-ban a Hosszutótiak szerezték meg. 1551-ben Eg hazas Wat, aliter Alsowath, 1670 körül Külső vagy Egyházos Vath néven említik a források. A középkorban a településnek részben nevet adó templom (egyház) a ma is meglévő, 1794-ben épült templom helyén állt. A falu a kemenesaljai esperesség részeként 1777-ig a győri püspökséghez tartozott. A község a török időkben sem néptelenedett el teljesen. Az 1529. évi Bécs elleni hadjárat során a falut is elérhették a török csapatok. 1531-ből 5, 1542-ből 3, 1552-ből 2 porta pusztulásáról van tudomásunk. 1567-1592 között fennhatóságuk alá tartozott. 1683-ban a Bécs alól visszavonuló török sereg itt is nagy rombolást okozhatott. Bocskai István erdélyi fejedelem hadjárata (1605) is érintette a falut.

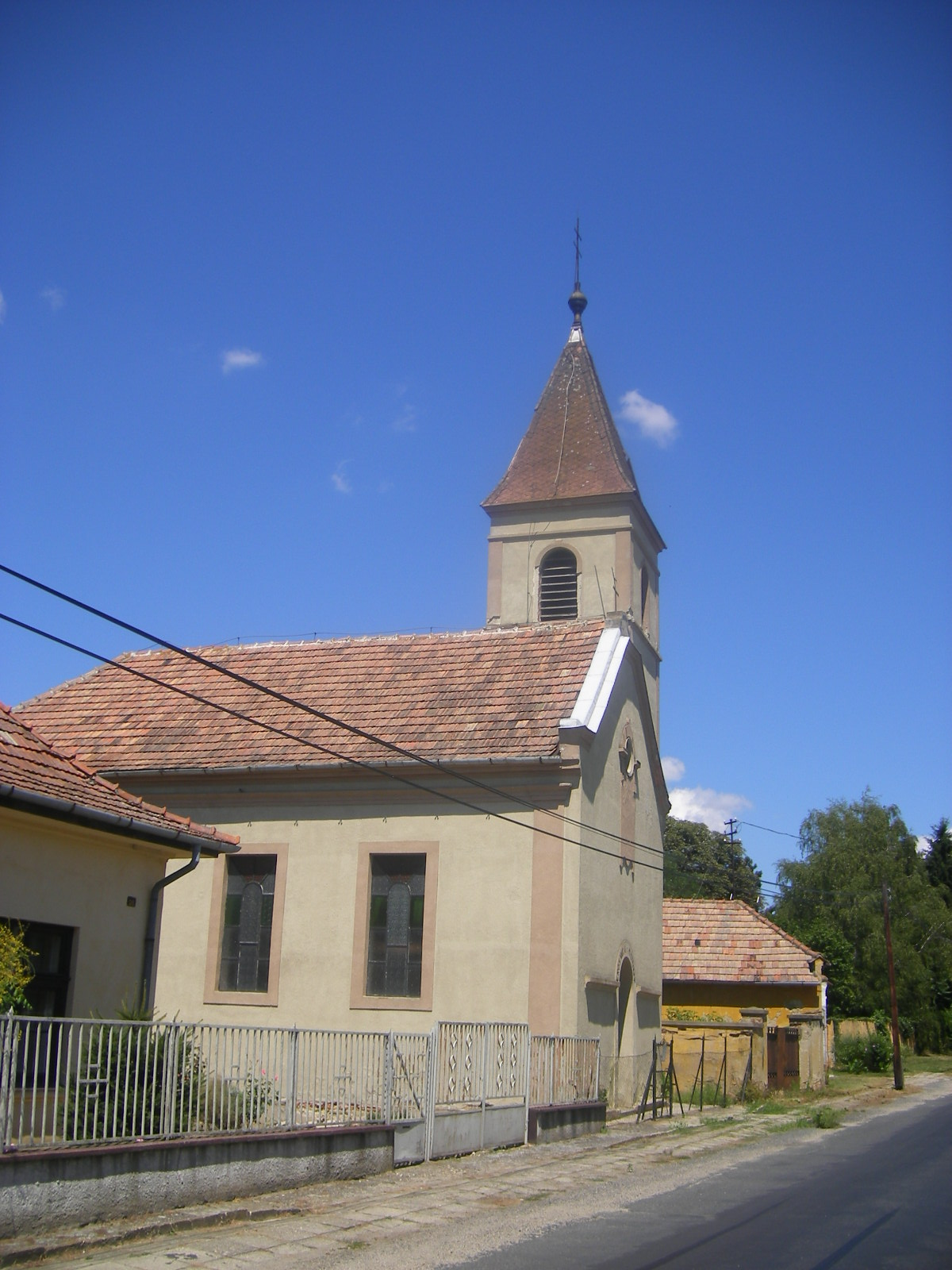
Evangélikus templom

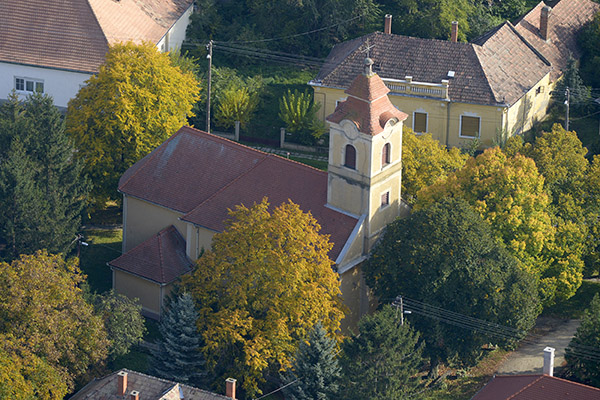
Külsővat katolikus temploma a levegőből

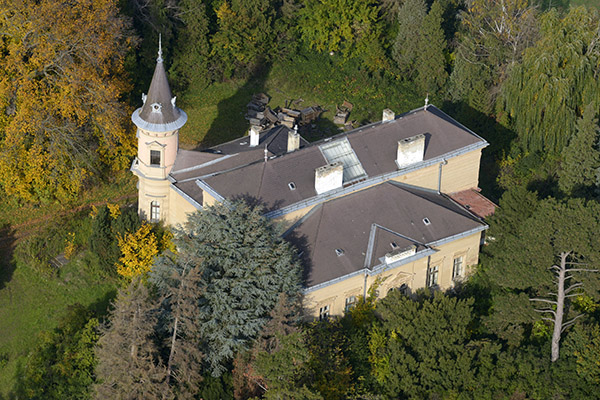
A Schmidt-kastély, légi fotón (Külsővat)

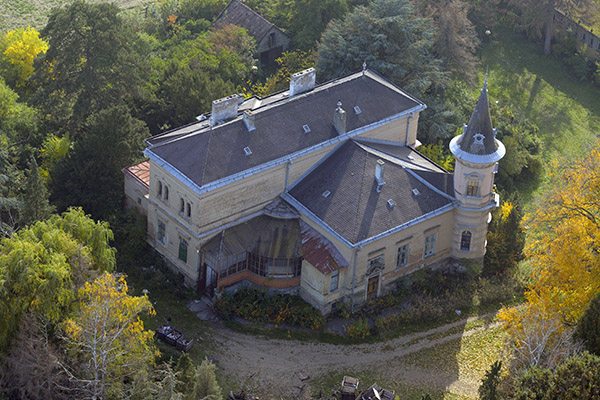
Légi felvétel, a külsővati Schmidt-kastély

A késő középkori falu településszerkezetét – megfelelő kutatások hiányában – nem ismerjük. A falu életében központi helyet betöltő Antiokheiai Szent Margit tiszteletére szentelt és a fent idézettek alapján az Árpád-korban már álló templom körül – a korabeli szokásoknak és elvárásoknak megfelelően – temető volt, amit a 18. század közepéig, Mária Terézia rendeletéig bizonyosan használhattak. A temetőt a későbbi évszázadokban többször megbolygathatták. A pápai múzeum 1987-ben szerzett tudomást a legutóbbi ilyen esetről. Ekkor a templom és az aszfaltozott út között árkot ástak a vízvezeték számára. Az árokkal valószínűleg osszáriumot (a korábban, akár temetésekkor megbolygatott csontok tárolási helye) vágtak át.
A késő középkori-török kori településnek a templom után talán legfontosabb és legrangosabb épülete lehetett a Wathi, majd az itt a 16. századtól birtokos Hosszutóti család kúriája. 1599-ben gyalogos katonák állomásoztak az ekkor már castellumnak nevezett építményben. 1634-ben még megemlítik, s csak később pusztíthatta el a török. E stratégiai jelentőségű, a Marcal átkelőjének közelében álló erődítmény nagy valószínűséggel azonos a Béri Balogh Ádám u. 26. sz. telken feltárt emlékekkel, a telek tulajdonosa mélyszántáskor kőfalat talált az ásatási területtől délre, néhány méterre, 30–40 cm-es mélységben. A fal iránya emlékezete szerint észak-déli tájolású volt.
A mai határban a késő középkorban és részben még a török korban is létezett Bánd. Emlékét ma pl. a Bánhalma, Belsőbánd, Bánditó, Bándi-Marcal helynevek őrzik. A falu még az Árpád-korban a Marcal árteréből kiemelkedő szigetre (Belsőbánd) települt, majd a régészeti leletek tanúsága szerint észak-északnyugat felé terjeszkedett a Marcal magasabban fekvő teraszára. 1401-ben Bándi Jakab és Miklós birtoka. Közelében halastavak voltak. Ezek a Marcal holtágai vagy elrekesztett időszakos folyásai lehettek. 1442-ben a mezőlaki Zámbó, 1480-ban a Hosszutóti család itteni birtoklásáról tanúskodnak a források. 1531-ben 5 lakatlan, 3 szegény és 9 adófizető portáját írták össze. 1550-ben elpusztította a török. 1559-1588 között csak 2-3 adófizető portája volt. Véglegesen a 15 éves háborúban pusztult el. 1609-1619 között még fél portáját említik az adóösszeírások. Valamikor a XV. század második felében vált rommá a falu temploma. Pusztatemplomát még az 1805-ben és 1821-22-ben készített térképeken is ábrázolták. Talán ebből, az 1401-ben már említett és álló templomból származik a vati Helytörténeti Gyűjteményben őrzött monogrammal díszített padlóburkoló tégla és az egeraljai Helytörténeti Gyűjteményben őrzött nyelv nélküli bronz csengő. A késő középkori falu szétszántott házai és kemencéi a Bándi-domb keleti részén az 1960-as évek végén még megfigyelhetők voltak.
A Hosszutótyak a 15. századtól voltak a Marcal két partján elterülő, Vat nevű falvak birtokosai. A család 1458 és 1487 közötti időből ismert Mihály nevű tagja felesége után jutott először itteni részekhez, aki Vati Mihálynak, Hunyadi János kormányzó kancellárjának volt a leánya. Az ő fiúk, az itteni birtokról már vati Hosszutótynak nevezett György kapta meg anyai örökségéhez nagybátyja, Vati Dezső részeit is, a többi örökösét pedig 1499-ben, 1508-ban és 1513-ban vásárlás útján szerezte meg. A Sennyeyek vati birtoklásának története ismeretlen. Elképzelhető, hogy Hosszutóty örökségként, esetleg ők is vásárlással, vagy az akkor zálogolásnak nevezett bérléssel szereztek birtokrészt.
Káldy Péter a Szeczer (Káldy felesége Szeczer lány volt) örökségből a volt Hosszutóty birtokokat szerezte meg, ehhez Veszprémből Egyházasvatot és környékét, a Kéttornyúlak - Dáka - Hathalom uradalmat, Sopron vármegyében a mihályi kastélyt és uradalma részeit szerezte meg; 1655-ig a Hosszutóty örökös Széplaki Bottka Ferenc részét, illetve az utolsó vati Hosszutóty, a gyermek nélkül elhunyt ifjabb György birtokát (1620-ban), ezáltal egyesítve a korábban szétforgácsolódott birtoktestet, melyre még abban az évben királyi adományt nyert II. Ferdinándtól. Ő maga, eleinte győri lovashadnagy, 1646-tól veszprémi, 1660-tól vasi alispánként vati kastélyában lakott. A települést már 1651-ben "Kastelos Vatt"-nak írták.
Vas vármegye 1674-ben hivatalos irattal bizonyította, hogy "Nemzetes és Vitezleö Káldy Péter urunk eő kegyelme épettette fundamentombul az eő Kegyelme magha Vathy kastellyát, minden körülötte lévő épületekkel együtt". Az utóbbiak feltételezhetően a kastélyhoz tartozó gazdasági építmények voltak. Káldy Péter 1686-ban hunyt el. Hagyatékán, abban kastélyán is 1687 tavaszán osztoztak gyermekei, Zsigmond fia és hat leánya. Az erről szóló irat szerint a kastély alápincézett, háromszintes épület volt, lent két boltozott szobával és a tömlöccel, két felső szintjén újabb 2-2 szobával és egy-egy kamrával. Külön épületben helyezkedett el a konyha. A kastély előtt állt a vámház, a Marcalon átvezető híd mellett. 1690-ben meghalt Káldy Zsigmond is. Ekkor Vas vármegye hivatalos örökösödési vizsgálatot tartott "Kastellios Vatban az Marczal vize mellett". Magában a kastélyban az örökösök közül Káldy Zsuzsanna, Niczky Ferenc felesége maradt 1699-ig, zálogba véve testvérei részeit is. Közben néhai Zsigmond bátyja leányával, Máriával pereskedett az örökség felett. A per befejezéseképpen 1702-ben Káldy Mária Vas vármegye küldötte előtt egyezett bele, hogy Zsuzsanna nagynénje, ekkor már Sibrik Zsigmond özvegye, "látván az belső Váty kastellyanak az födelét romladozott állapottal lennyi", azt helyreállíttathassa. A kastélyról szóló adatok közül a fenti az utolsó. A 18. század eleji Magyarországot az 1720-as évek végén leíró Bél Mátyás kézirata szerint az a kuruc háborúkban elpusztult, bár romjai akkor még látszottak. Amint a külsővati plébánia címeres kövének sorsa mutatja, anyagát széthordták és beépítették a közeli falvak házaiba. Ma már sajnos helye sem ismerhető fel csupán Belsővattól délre, a Marcal egykori mocsaraiba mélyen benyúló Kastélykert elnevezése őrzi emlékét.
A 16-17. században egyébként a mai Külsővaton, az akkori Egyházasvaton is állt kastély, amelyet Veszprém megye helytörténeti lexikona 1634-ből említ. A nyomtalanul eltűnt építmény, amely a rendelkezésre álló adatok alapján a Hosszutótyak birtokában volt, azonos lehetett az ő 1561-ben és 1626-ban említett nemesi kúriájukkal.

## Közélete

### Polgármesterei
- 1990–1994: Pethő Gyula (független)[4]
- 1994–1998: Aczél Péter (független)[5]
- 1998–2002: Lengyel László (független)[6]
- 2002–2006: Lengyel László (független)[7]
- 2006–2007: Lengyel László (független)[8]
- 2007–2010: Lengyel László (független)[9]
- 2010–2014: Aczél Péter (független)[10]
- 2014–2019: Aczél Péter (független)[11]
- 2019–2024: Aczél Péter (független)[12]
- 2024– : Aczél Péter (független)[1]

A településen 2007. október 7-én időközi polgármester-választást (és képviselő-testületi választást) tartottak, az előző képviselő-testület önfeloszlatása miatt. A választáson az addigi polgármester is elindult, és egyetlen kihívójával, egy azonos férjezett családnevű hölggyel szemben meg is nyerte azt.

## Népesség
A település népességének változása:
| Lakosok száma | 795  | 794  | 810  | 948  | 754  | 766  | 773  |
|               | 2013 | 2014 | 2015 | 2021 | 2022 | 2023 | 2024 |

A 2011-es népszámlálás során a lakosok 88%-a magyarnak, 0,3% németnek, 0,3% cigánynak mondta magát (11,9% nem nyilatkozott; a kettős identitások miatt az végösszeg nagyobb lehet 100%-nál). A vallási megoszlás a következő volt: római katolikus 58,3%, református 5,9%, evangélikus 13,6%, felekezeten kívüli 2,6% (19,5% nem nyilatkozott).
2022-ben a lakosság 95,5%-a vallotta magát magyarnak, 1,1% cigánynak, 0,3% németnek, 0,1-0,1% ukránnak, lengyelnek, horvátnak és szlováknak, 0,9% egyéb, nem hazai nemzetiségűnek (4,5% nem nyilatkozott; a kettős identitások miatt a végösszeg nagyobb lehet 100%-nál). Vallásuk szerint 49,5% volt római katolikus, 14,5% evangélikus, 5,7% református, 0,5% görög katolikus, 0,9% egyéb keresztény, 1,2% egyéb katolikus, 3,6% felekezeten kívüli (24,1% nem válaszolt).

## Nevezetességei
- Római katolikus templom
- Evangélikus templom
- Apácazárda
- Idősek otthona
- Madárbarát kert
- Helytörténeti Kiállítóhely
- Schmidt-kastély

## Díszpolgárai
- Szabadhegÿ Szabolcs ny. plébános (1993 - posztumusz)
- Horvátth László a külsővati idősek otthona ny. igazgatója (1993)
- Prof. Dr. Varga József jogász, tanár (1994)
- Antonio Bertoli diakónus (1998)
- Dr. Körmendy József pápai prelátus, felsőörsi prépost és plébános, tb. kanonok, káptalani és püspöki levéltári igazgató (2005)
- Dr. Boross Imre ügyvéd, újságíró (2006)
- Prof. Dr. Hideg János ny. orvos vezérőrnagy (2006)
- Pálffy Géza történész (2016)[16]